# Darapsa
Darapsa là một chi bướm đêm thuộc họ Sphingidae.

## Các loài
- Darapsa choerilus - (Cramer 1779)
- Darapsa myron - (Cramer 1779)
- Darapsa versicolor - (Harris 1839)

## Hình ảnh

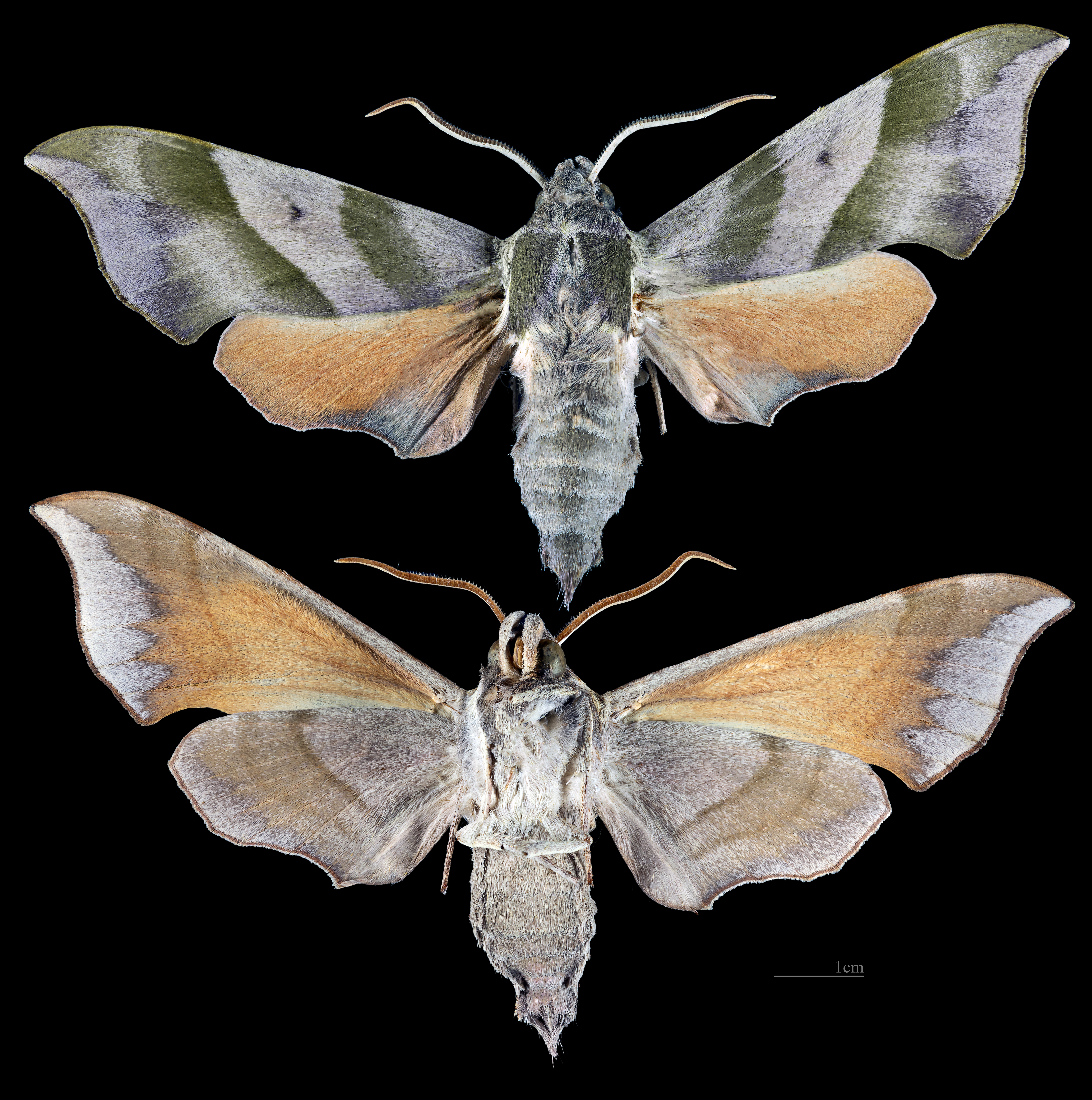
Darapsa myron
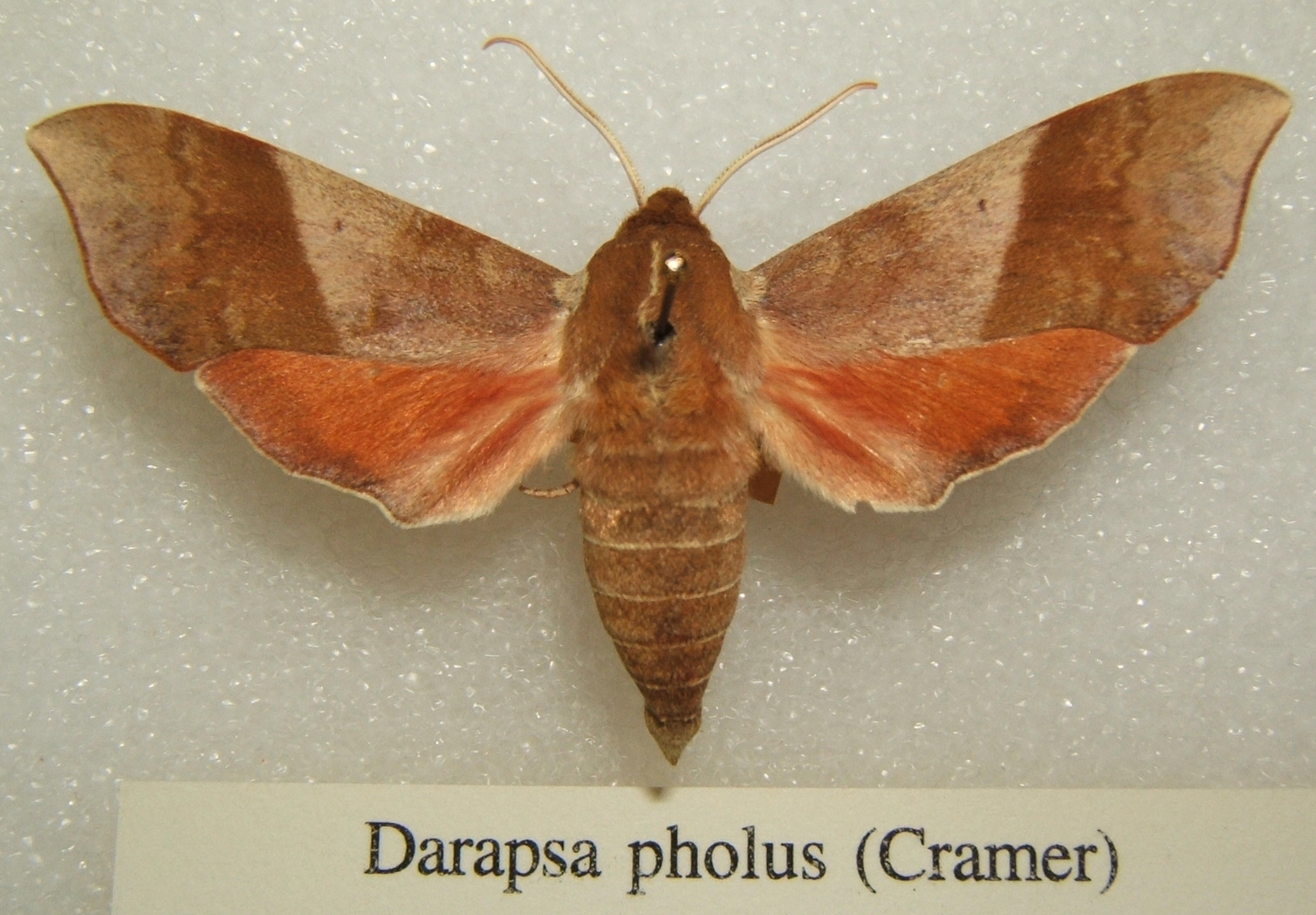

- Tập tin:Tập